# توموتيتسو كيمورا
توموتيتسو كيمورا (باليابانية: 木村 智徹) (16 يونيو 1974 في طوكيو في اليابان - )؛ هو لاعب كرة قدم سابق كان يلعب كلاعب وسط.